# 带瓶螺
带瓶螺（学名：Pila tischbeini）为瓶螺科瓶螺属的动物。分布于泰国、斯里兰卡以及中国大陆的云南等地，常生活于水田、池塘以及缓流小溪。